# Jószás
Jószás (románul: Iosaș) falu Romániában, a Partiumban, Arad megyében.

## Fekvése
A Fehér-Körös bal partján, Gurahonc mellett fekvő település.

## Története
A falut 1574-ben említette először oklevél Kis-Jószás néven. 1746-ban Joszasel, 1808-ban Jószasel, Kisjószás, 1888-ban és 1913-ban Jószáshely néven írták.
1851-ben Fényes Elek írta a településről: „Jószáshely, Arad vármegyében: 4 katholikus, 403 óhitü lakossal, anyatemplommal.”
A trianoni békeszerződés előtt Arad vármegye Borossebesi járásához tartozott.
1910-ben 439 lakosából 425 fő román, 7 német, 6 magyar volt. A népességből 425 fő görögkeleti ortodox, 8 római katolikus és 5 izraelita volt.
A 2002-es népszámláláskor 266 lakosa közül mindenki román nemzetiségű volt.

## Nevezetességek
- Az 1934-ben felállított Ioan Buteanu-emlékmű (Troița lui Ioan Buteanu) a romániai műemlékek listáján az AR-IV-m-B-00694 sorszámon szerepel.[2]